# UN-DELAYED
「UN-DELAYED」（アンディレイド）は、橋本みゆきの22枚目のシングル。2013年10月23日にLantisから発売された。

## 概要
前作「AI DO.」から約6か月ぶりのリリースとなる。表題曲「UN-DELAYED」は、テレビアニメ『ワルキューレ ロマンツェ』のオープニングテーマとして使用された。
CDジャーナルは、「どこまでも伸びる明るい高音が、イマジネーション溢れる世界の幕明けへの高揚感をかき立てる」と評した。
CDジャケットには、『ワルキューレ ロマンツェ』のヒロインたち（希咲美桜、スィーリア・クマーニ・エイントリー）が描かれている。

## 収録曲
1. UN-DELAYED [4:16]
作詞：畑亜貴、作曲：fandelmale（Arte Refact）、編曲：fandelmale・酒井拓也（Arte Refact）
  - テレビアニメ『ワルキューレ ロマンツェ』オープニングテーマ
2. 冒険者たちへ [3:39]
作詞・作曲：橋本みゆき、編曲：鈴木マサキ
3. UN-DELAYED（off vocal）
4. 冒険者たちへ（off vocal）